# Liebling (musikalbum)
Liebling är ett studioalbum från 1999 av den svenske popsångaren Andreas Johnson.

## Låtlista
1. "Glorious"
2. "People"
3. "The Games We Play"
4. "Do You Believe in Heaven"
5. "Should Have Been Me"
6. "Breathing"
7. "Patiently"
8. "Spaceless"
9. "Please (Do Me Right)"
10. "Safe from Harm"
11. "Unbreakable"

## Medverkande
- Andreas Johnson - sång, gitarr
- Peter Kvint - gitarr, klaviatur, sång
- Jerker Odelholm - bas
- Andreas Dahlbäck - trummor, slagverk

## Listplaceringar
| Lista (1999-2000, 2004) | Topplacering |
| ----------------------- | ------------ |
| Frankrike               | 124          |
| Norge                   | 27           |
| Sverige                 | 21           |
| Österrike               | 36           |

### Fotnoter
1. ↑  ”Liebling”. Andreas Johnsons webbplats. 25 maj 1999. Arkiverad från originalet den 7 juli 2011. https://web.archive.org/web/20110707141310/http://www.andreas-johnson.com/diskografi.php?id=4. Läst 8 november 2014.
2. ↑  ”Liebling”. Svensk mediedatabas. 26 februari 1999. http://smdb.kb.se/catalog/id/001520413. Läst 8 november 2014.
3. ↑  ”Liebling”. Lescharts. 26 februari 1999. http://lescharts.com/showitem.asp?interpret=Andreas+Johnson&titel=Liebling&cat=a. Läst 19 oktober 2014.
4. ↑  ”Liebling”. Norwegiancharts. 26 februari 1999. Arkiverad från originalet den 11 november 2014. https://web.archive.org/web/20141111190423/http://norwegiancharts.com/showitem.asp?interpret=Andreas%20Johnson&titel=Liebling&cat=a. Läst 19 oktober 2014.
5. ↑  ”Liebling”. Swedishcharts. 26 februari 1999. http://swedishcharts.com/showitem.asp?interpret=Andreas+Johnson&titel=Liebling&cat=a. Läst 19 oktober 2014.
6. ↑  ”Liebling”. Austriancharts. 26 februari 1999. Arkiverad från originalet den 9 december 2014. https://web.archive.org/web/20141209095731/http://austriancharts.at/showitem.asp?interpret=Andreas%20Johnson&titel=Liebling&cat=a. Läst 19 oktober 2014.